# El Espino, Nayarit
El Espino är en ort i Mexiko.   Den ligger i kommunen Tepic och delstaten Nayarit, i den centrala delen av landet, 700 km väster om huvudstaden Mexico City. El Espino ligger 357 meter över havet och antalet invånare är 200.
Terrängen runt El Espino är huvudsakligen kuperad, men västerut är den platt. Runt El Espino är det ganska tätbefolkat, med 185 invånare per kvadratkilometer. Närmaste större samhälle är Jalcocotán, 17,0 km söder om El Espino. Omgivningarna runt El Espino är en mosaik av jordbruksmark och naturlig växtlighet.